# Technische Universität Mangosuthu
Die Technische Universität Mangosuthu (englisch Mangosuthu University of Technology), kurz MUT, ist eine technische Universität in Umlazi in der südafrikanischen Provinz KwaZulu-Natal. Die MUT wurde 1979 von Mangosuthu Buthelezi als Mangosuthu Technikon gegründet und erhielt 2007 den Status einer Universität.

## Organisation
Die MUT wird von einem Vizekanzler und Prinzipal geleitet, zum Management gehören im Weiteren zwei Vizeprinzipale. Der Kanzler hat repräsentative und symbolische Aufgaben. Die Leitung ist dem Universitätsrat verantwortlich.
Die Universität besteht aus drei Fakultäten:
- Fakultät für Verwaltungswissenschaften
- Fakultät für Ingenieurwissenschaften
- Fakultät für Geisteswissenschaften

Die Fakultäten sind unterteilt in Departments.